# Carles Benavent
Carles Benavent (Barcelona, 1 de marzo de 1954) es un músico español de flamenco y de jazz.

## Trayectoria artística
Carles Benavent es natural del barrio del Pueblo Seco en Barcelona. 
Bajista, aunque también dobla con la mandolina y la mandola, Benavent ha tocado con Paco de Lucía, Chick Corea y Miles Davis, y es habitual verle tocar con Jorge Pardo. Ha trabajado en los últimos años en el llamado nuevo flamenco, especialmente desde su colaboración con Paco de Lucía, que dejó como muestra el impresionante Live in America (1993).
- A los 13 años forma el grupo 'Crac' (que hace una mezcla de blues, jazz y rock, como otros muchos grupos de la época) con Agustí Sánchez (batería), al que luego sustituiría Salvador Font,  y Emili Baleriola (guitarra).
- 1971 - Los miembros de 'Crac' se incorporan a Máquina!, banda que marca un hito en la música española de la época.
- 1973 a 1974 - Alterna trabajos con grupos de jazz y música brasileña.
- 1975 - Funda, junto a Joan Albert Amargós (tec.), Salvador Font (bat.), Luigi Cabanach (guit.) y Lucky Guri (tec.) el grupo 'Música Urbana'. Después de dejar el grupo primero Guri y más tarde Cabanach, se incorporarían Jordi Bonell (guit.), Jaume Cortadellas (flauta travesera y flautín) y Matthew L. Simon (trompeta, fliscorno y onoven; este último es el fliscorno en mi bemol). Con este plantel grabarían en RCA el disco "Iberia", donde ya se aprecia claramente la maestría del bajista.
- 1979 - Toca en diversas formaciones jazzísticas con músicos como Kitflus, el violinista Mantequilla (Salvador Font el padre), Tito Duarte y Max Sunyer, con el cual funda un trío juntamente con Salvador Niebla. Este año se forma también un efímero grupo para actuaciones en directo: Funky-jazz 80, con Benavent, Vladimiro Bas y Kitflus entre otros músicos.
- 1980 - En este año entra a formar parte del grupo de Paco de Lucía, realizando giras por Europa, América y Japón, compartiendo escenario con Jorge Pardo, Rubem Dantas y Ramón de Algeciras entre otros.
- 1981 - A partir de ahora colabora en numerosas producciones discográficas flamencas: algunas de Camarón de la Isla y Paco de Lucía se cuentan entre las más conocidas.
- 1982 - Entra en contacto con Chick Corea, con el que graba dos álbumes y realiza dos giras por todo el mundo.
- En los años 80 formó parte del grupo intermitente "Puente Aéreo", en el que se daban cita músicos afincados en Madrid y en Barcelona: Tito Duarte, Jorge Pardo, Joan Albert Amargós, Kitflus, Max Sunyer, Jordi Bonell, Pedro Ruy-Blas, Rubem Dantas, Salvador Font el hijo...
- 1983 - Graba su primer disco como solista, disco que también es editado en Alemania, Suiza y Austria. Debuta con su propia banda en el IV Festival de Jazz de Madrid, y forma grupo con Jorge Pardo, con el que graba dos discos.
- 1985 - Publica su primer disco junto a Joan Albert Amargós: "Dos de Copas". Junto a Jorge Pardo, participa en los festivales internacionales de Estambul y Cork.
- 1986 - Actúa en el festival de Grenoble con Jorge Pardo. Recibe el premio especial de la crítica otorgado por RNE / RTVE y la revista Quártica Jazz.
- 1987 a 1988 - Continúa realizando giras por todo el mundo con el sexteto de Paco de Lucía, y colabora con el violinista francés Didier Lockwood, y con la banda de Bernard Lubat en Francia.
- 1989 - Con el grupo Flamenco Fusión actúa en Nueva York con Michel Camilo y Paquito D'Rivera. Graba su segundo disco con Joan Albert Amargós ("Colors"), que cuenta con la colaboración de Didier Lockwood entre otros.
- 1990 - Es invitado, junto a Jorge Pardo, el pianista y últimamente también acordeonista Gil Goldstein, Don Alias y Alex Acuña, a dar un concierto especial en la TV Suiza (Schweizer Fernsehen); ese concierto da lugar a actuaciones de la banda en Nueva York en octubre del mismo año y a la grabación de un disco a nombre de Gil Goldstein ("Zebra Coast") para la compañía Blue Note. A partir de entonces, Gil Goldstein colabora habitualmente en los discos de Carles Benavent.
- 1991 - Es invitado a tocar en un concierto especial en homenaje a Gil Evans con Miles Davis y Quincy Jones en el Festival de Jazz de Montreux. Ese concierto también queda registrado en un álbum: "Live in Montreux".
- 1992 - Se presenta en el Town Hall de Nueva York junto a Jorge Pardo, invitados por el New Music Seminar. En julio del mismo año participan en el proyecto alemán Jazzpaña con la big band de la WDR de Colonia, con arreglos y dirección de Ariff Mardin y Vince Mendoza.
- 1994: Es galardonado por la Generalidad de Cataluña como mejor músico de jazz del año.
- 1995: Edita su cuarto disco como solista ("Agüita que corre"). El 4 de abril de ese año sufre un grave accidente de coche que le tendrá alejado de los escenarios durante un año.
- 1996: Justo al cumplirse un año del accidente, comienza una gira por Europa con Paco de Lucía y reaparece con su grupo en julio del mismo año, actuando en el Festival de Jazz de Guecho y en Barcelona, donde también graba su quinto disco ("Fénix"), en el que interviene, además de sus colaboradores habituales, Othello Molineaux, que toca el steel drum, bidón de metal de Trinidad, y algún instrumento parecido.
- 1998/99: Forma el trío 'Pardo, Benavent, Di Geraldo', (con el que sigue trabajando actualmente, se graba una de las actuaciones del trío ("El concierto de Sevilla") en diciembre de 1999.
- 2000: Gira en enero por Inglaterra con el "Homenaje de cumpleaños a Don Alias" con el mismo Don Alias, Alex Acuña, Giovanni Hidalgo, Steve Berrios, Michael Brecker, Randy Brecker y Gil Goldstein.
- 2002: Edita su séptimo disco ("Aigua"), galardonado como el mejor disco de jazz del año por los 'Premios de la Música'
- 2003: Forma otro trío con Jordi Bonell y Roger Blavia. Es invitado, junto a Jorge Pardo, Tino Di Geraldo y Gil Goldstein a participar en el Festival de Jazz de Vitoria, en el que tocan con Pat Metheny.
- 2004: Vuelve a trabajar con Chick Corea juntamente con Jorge Pardo, Rubem Dantas y Tommy Brechtlein: hacen giras por Europa y Estados Unidos con el nombre de Chick Corea & Touchstone. En septiembre del mismo año, actúa en Barcelona con sus "Benavent 3 Trios": uno de esos tríos es con Jordi Bonell y Roger Blavia; otro, con Gil Golstein y Jordi Rossy; y el otro, con Jorge Pardo y Tino di Geraldo... y de nuevo la colaboración especial de Othello Molineaux. Graba con Jorge y Tino un nuevo disco: "Sin Precedentes".
- 2005: Graba con Chick Corea, Steve Gadd, Vinnie Colaiuta, Hubert Laws, Airto Moreira, Hossam Ramzy y Tim Garland el disco The Ultimate Adventure, de la Chick Corea & "Touchstone Band, con la cual sigue haciendo giras por los Estados Unidos, Europa y América Latina.
- 2009: Colabora en el nuevo disco del guitarrista italiano Flavio Sala, titulado De La Buena Onda.
- 2011: Colabora en el disco Ondines ballen del arpista catalán Josep-Maria Ribelles, en el tema Vent de novembre.

## Discografía seleccionada
- Carles Benavent. (Nuevos Medios 1983)
- Mantequilla. Carles Benavent – Salvador Font (1983)
- Dos de copas. Carles Benavent – Joan Albert Amargós (Nuevos Medios 1985)
- Peaches with Salt. (Frog Records Germany 1985)
- Colors. Carles Benavent – Joan Albert Amargós (Nuevos Medios 1991)
- Agüita que corre. (Nuevos Medios 1995)
- Fénix. (Nuevos Medios 1997)
- Aigua. (Nuevos Medios 2001)

con Máquina!
- Màquina! - En directo (Als 4 vents, 1972)

con Música Urbana
- Música Urbana. (Edigsa, 1977)
- II. (Edigsa, 1978)
- Iberia. (RCA, 1978).

con Paco de Lucía
- Solo quiero caminar. (Philips, 1981)
- Live... One Summer Night. (Philips, 1984)
- Zyryab. (PolyGram, 1990)
- Live in America. (PolyGram, 1993)
- Luzía. (1998)

con Jorge Pardo
- Blau. (Blau 1982)
- El canto de los guerreros. (1984)
- Las cigarras son quizás sordas.(Nuevos Medios 1991)
- Veloz hacia su sino. (Nuevos Medios 1993)

- 2332
- Mira

con Chick Corea
- Touchstone. (GRP 1982)
- Again and again. (GRP 1983)
- Rhumba & Flamenco. (2005)
- The Ultimate Adventure (2006)

con Miles Davis
- Live in Montreaux.(Warner 1993)

con Gil Goldstein
- Zebra Coast. (Blue Note 1991)

con Jazzpaña
- Jazzpaña. (Nuevos Medios 1993)

con Camarón de la Isla
- Calle Real. (Polygram 1983)
- Soy gitano. (Polygram 1989)
- Viviré. (Polygram 1990)
- Potro de rabia y miel. (Polygram 1992)

con Max Sunyer
- Babel. (1979)
- Jocs privats. (1980)
- Trio. (1983)
- Sal marina. (1989)
- Nómades. (1992)
- Black Coral. (1995)

con Joan Manuel Serrat
- Utopía
- Nadie es perfecto
- Canciones
- Versos en la boca

con Tino di Geraldo
- Burlerías
- Flamenco lo serás tú
- Tino